# Águila Roja
Águila Roja es una serie de televisión española de aventuras con elementos de intriga y romance, producida por Globomedia para Radio Televisión Española. Se estrenó en La 1 el jueves 19 de febrero de 2009, y llegó a su fin el 27 de octubre de 2016.
La serie se ambienta en el Madrid del Siglo de Oro, durante el reinado de Felipe IV, alrededor del año 1660 y siguientes. Se centra en las andanzas de su protagonista, Gonzalo de Montalvo (David Janer), maestro de escuela de la villa y a la vez héroe enmascarado que fue entrenado en artes marciales orientales durante su exilio en China en su juventud.
Ha recibido numerosos premios, especialmente en sus primeras temporadas, incluyendo el TP de Oro (2009, 2010 y 2011) y el Premio Ondas (2010) a mejor serie nacional. 
La serie ha sido emitida, sea en su versión original, sea adaptada, en decenas de países. En el Reino Unido se emitió en ITV2 desde el 8 de marzo de 2010 y en Francia por France 3.

## Argumento

### Primera temporada
Gonzalo de Montalvo, maestro de escuela, se transforma en el personaje denominado Águila Roja para descubrir quién mató a su esposa Cristina y vengar su muerte, lo que implica desbaratar las conspiraciones contra la Monarquía Hispánica, la corona de los Austrias, por parte de una sociedad secreta, La Logia, a la que pertenecen Hernán Mejías (El Comisario de la Villa) y Lucrecia, marquesa de Santillana. Para ello contará con la ayuda de Saturno, su fiel criado (a quién sacó de la prisión de la Villa), y de Agustín, un misterioso fraile que lleva cuidando de él desde la supuesta muerte de sus padres. Al final de esta temporada, Águila Roja descubre que el asesino de su mujer es El Comisario. Estos se baten a muerte y es Águila Roja quién consigue desarmar y dejar inconsciente al Comisario. Cuando le va a asestar el golpe mortal a Hernán, aparece Agustín, diciéndole que El Comisario es su hermano. Ante ese panorama, Águila Roja envaina la espada, siendo incapaz de matarlo.

### Segunda temporada
Ante la profunda revelación que Agustín le hace a Gonzalo, diciéndole que El Comisario es su hermano, Águila Roja indagará sobre su pasado valiéndose de la ayuda de su fiel criado y escudero Saturno García "Satur" (quien es ya prácticamente de la familia), sin descuidar sus obligaciones de padre y de defensor del pueblo. Crea un tipo de árbol genealógico en el que escribe los nombres de sus familiares. Para su alegría, el esquema de su familia poco a poco empieza a completarse.

### Tercera temporada
Águila Roja seguirá adelante con sus investigaciones para averiguar sus orígenes con la ayuda de Saturno García "Satur", quien le convence para que siga indagando cuando Gonzalo está a punto de rendirse en la búsqueda de su pasado. Mientras, Hernán se casará con Irene, que, a pesar de no saberlo, es su hermana. De hecho, sólo el espectador sabe que Irene es la hermana de Gonzalo y Hernán. Ella, por tanto, tampoco sabe nada, y se considera sobrina del Cardenal Mendoza. Mientras tanto, Lucrecia verá en peligro su vida, y encima, perderá a su hijo Nuño y su palacio, que posteriormente recuperará. Por otra parte, se muestra el lado más humano de Lucrecia y Hernán.

### Cuarta temporada
Comienza a organizarse la boda de Juan y Eugenia con Margarita ajena al enlace. Mariana consigue escapar de donde la tenían retenida y pasa a vivir con Gonzalo, ante la incredulidad de Alonso y Margarita, quienes piensan que ha olvidado a Cristina, su fallecida mujer. Alonso empieza por esto a rebelarse contra la autoridad de su padre, pero este se mantiene callado al no poder revelar su identidad. En una casualidad, Saturno recibe la noticia de que es hijo de un duque, pero finalmente resulta que es hijo de uno de sus criados. El Cardenal Mendoza intenta por todos los medios ser el siguiente sumo pontífice. También se desvelará al espectador parte del pasado de Gonzalo, cuando conoció a un famoso pirata, al aparecer las figuras de Mariana y Richard Blake. Por otro lado, el Cardenal Mendoza empezará también la búsqueda de El Santo Grial.
Esta temporada finaliza con un comisario que ha perdido la vista y con la sustitución de dicho cargo, que muere por el ataque de una pantera.

### Quinta temporada
El comisario se somete a su delicada operación y recupera la vista, mientras que su mujer Irene empieza a quitarse la venda de los ojos con su tío y a tomar decisiones por sí misma. Gonzalo y Sátur descubre que han tenido en casa el Santo Grial, que les lleva a unas termas romanas y a un supuesto tesoro codiciado por Sátur. Este se enfrenta al pasado reviviendo su estancia en el hospicio y el remordimiento de que un niño hubiese muerto bajo tierra por su culpa. Además, la marquesa de Santillana protagoniza un escándalo promovido por la Reina que hará que sea calumniada y rechazada por la nobleza y por su propio hijo, que se avergonzará de ella, por lo que tratará por medio del matrimonio de limpiar su nombre. A causa de todo esto, Margarita termina en la hoguera denunciada por practicar brujería, pero logra salir de estas. La Marquesa además esconde que está embarazada, algo que no piensa permitir que se sepa. Mariana se confiesa aún enamorada de Gonzalo y lo besa delante de Margarita. Juan debe casarse con una noble que le ha buscado el Rey. Laura de Montigñac consigue entrar en el Palacio real para acabar con el infante heredero del trono en venganza por haber sufrido la pérdida de sus hijos por culpa del Rey; la Reina hará todo lo posible para que la corona perdure y no tener que recurrir a ningún bastardo del Rey. Llega a la villa Sagrario de Castro y su hijo Jacobo, el 'verdadero' marqués de Santillana, relegando a un humillante segundo plano a Nuño; este e Irene comienzan una relación prohibida. Mariana es capturada por el comisario, el cual, para que confiese el paradero del tesoro de su marido, se la entregará a sus hombres que la torturan y violan salvajemente. Reaparece Richard Blake, terminando así con la presencia de los piratas. Catalina y Cipri continuarán con su romance (no tan oculto ya) y Gonzalo se propondrá seriamente pedirle matrimonio a Margarita. Además, alguien descubrirá la identidad del héroe, que continua investigando su pasado, relacionándolo con el Santo Grial.

### Sexta temporada
Las grabaciones de los capítulos de esta temporada se realizaron antes de la emisión de la quinta temporada con un recorte del 16% en el presupuesto. Se emitió un avance de 4 minutos en el final del último capítulo de la quinta temporada, que terminó el 21 de noviembre de 2013. En esta próxima temporada podremos ver arqueros, serpientes, nuevos personajes, el regreso de Lucrecia, el acercamiento de Gonzalo y Margarita fundido en un beso. Antes del estreno de esta ya se empezó a rodar la séptima temporada. 

### Séptima temporada
David Janer confirmó, a través de un encuentro digital celebrado con motivo del estreno de la segunda mitad de la quinta temporada de la serie, que la séptima tanda comenzaría a rodarse tras el final de la actual y, según leyó en los primeros libretos, que se avecinarían muchas sorpresas. Más tarde se confirmó que el héroe lucharía en el mar, entre otras aventuras y que la temporada estaría compuesta por 13 capítulos. Globomedia empezó a rodar esta temporada el 25 de noviembre de 2013.
En esta temporada vemos el seguimiento de la historia del sucesor de Cristo, un Comisario relegado de su cargo, una Margarita indecisa por sus sentimientos, y un doble del Águila Roja, buscando venganza.
Aunque hay que destacar como dato que es la temporada con el índice de audiencia más bajo de todas las temporadas de la serie.

### Octava temporada
Hay nuevas caras y actrices y es una temporada llena de sorpresas, entre ellas la muerte de un personaje muy querido. En esta temporada Gonzalo de Montalvo (David Janer) y Margarita Hernando (Inma Cuesta) tienen más acercamiento y cada vez más demuestran su amor, mientras por el otro lado Hernán Mejías (Francis Lorenzo) y La Marquesa de Santillana (Myriam Gallego) tienen más complicaciones.

### Novena temporada
Después de siete años en antena las aventuras de Águila Roja llegan a su fin con el estreno de la última temporada de la serie, con la ausencia de Margarita (Inma Cuesta) y con la incorporación de personajes nuevos (Jorge Sanz, Tina Sainz, Manuel Manquiña y María Pedroviejo). La novena temporada arranca con un Gonzalo (David Janer) triste, atormentado y frustrado por las muertes de su mujer Cristina (Bárbara Lennie), su madre Laura de Montignac (Julia Gutiérrez Caba) y por la huida de Margarita, por lo que decide vender su casa y mudarse con Sátur (Javier Gutiérrez), Alonso (Guillermo Campra) y Cipri (Santiago Molero) a Sevilla, pero la revelación de que es hijo del Rey de las Españas hace que vuelva a la villa y que aflore la venganza en su interior.

## Producción y rodaje
En mayo de 2008, durante el Festival de Cine de Islantilla, el productor Daniel Écija anunció por primera vez la serie, una ficción "de época" en la línea de otras producciones emitidas por La 1 durante ese año, como Cuéntame cómo pasó, La Señora o Amar en tiempos revueltos, pero con la ambición de llegar al público juvenil, con una serie de aventuras ambientada en el Siglo de Oro y con un personaje que tomaría referencias de otros famosos héroes enmascarados como El Zorro, Batman, Flecha Verde o Robin Hood. El 26 de septiembre tuvo lugar la presentación de la serie, en la gala especial Gran Noche de la Ficción y el Cine de TVE, durante el Festival Internacional de Cine de San Sebastián.
La serie está ambientada en España, alrededor del año 1660, durante el reinado de Felipe IV. Este, según la ficción, habría tenido a los dos protagonistas (Gonzalo de Montalvo y Hernán Mejías) como hijos de una mujer a la que sedujo, Laura de Montignac. También se representa en la historia la vida del médico y noble Juan de Calatrava, duque de Velasco y Fonseca, grande de España. En aquella época, apenas se había descubierto la rotación de la Tierra y la circulación sanguínea, y la Ciencia ya era admitida por la Iglesia católica. En 1656, la Villa de Madrid contaba con unos 125.000 habitantes, de los cuales los personajes que aparecen son unos de ellos.
Para el trabajo de ambientación se requirieron más de 3.000 metros cuadrados en interiores, por lo que fue necesaria una importante inversión económica inicial. Águila Roja llegó a tener un presupuesto cercano al millón de euros por capítulo, pero debido a los recortes efectuados a RTVE por parte del Gobierno de Mariano Rajoy en 2013, esta bajó hasta los 626.000€ por episodio en los que se sitúo en la 7.ª y 8.ª temporada y la 9.ª con 610.000€ hasta su finalización.
La primera temporada comenzó a rodarse el 15 de julio de 2008 y la grabación finalizó el 25 de marzo de 2016.

## Reparto
Todos los actores principales de la serie ya habían trabajado anteriormente en otras series, algunas de ellas de Globomedia, como Compañeros, Los Serrano, Médico de familia, Periodistas o El internado.
| Actor                | Personaje                                        | Temporadas | Temporadas | Temporadas | Temporadas  | Temporadas | Temporadas | Temporadas | Temporadas | Temporadas | Temporadas | Capítulos |
| Actor                | Personaje                                        | 1          | 2          | 3          | La Película | 4          | 5          | 6          | 7          | 8          | 9          | Capítulos |
| -------------------- | ------------------------------------------------ | ---------- | ---------- | ---------- | ----------- | ---------- | ---------- | ---------- | ---------- | ---------- | ---------- | --------- |
| David Janer          | Gonzalo de Montalvo                              | Principal  | Principal  | Principal  | Principal   | Principal  | Principal  | Principal  | Principal  | Principal  | Principal  | 116       |
| Javier Gutiérrez     | Saturnino "Sátur" García                         | Principal  | Principal  | Principal  | Principal   | Principal  | Principal  | Principal  | Principal  | Principal  | Principal  | 115       |
| Pepa Aniorte         | Catalina del Valle                               | Principal  | Principal  | Principal  | Principal   | Principal  | Principal  | Principal  | Principal  | Principal  |            | 95        |
| Inma Cuesta          | Margarita Hernando                               | Principal  | Principal  | Principal  | Principal   | Principal  | Principal  | Principal  | Principal  | Principal  | Recurrente | 91        |
| Miryam Gallego       | Lucrecia de Guzmán, marquesa viuda de Santillana | Principal  | Principal  | Principal  | Principal   | Principal  | Invitada   | Principal  | Principal  | Principal  | Principal  | 93        |
| Santiago Molero      | Cipriano Benítez                                 | Principal  | Principal  | Principal  | Principal   | Principal  | Principal  | Principal  | Principal  | Principal  | Principal  | 116       |
| Pepe Quero           | Floro Morales                                    | Principal  |            |            |             |            |            |            |            |            |            | 5         |
| Erika Sanz           | Inés                                             | Principal  | Recurrente | Recurrente |             |            |            |            |            |            |            | 16        |
| Guillermo Campra     | Alonso de Montalvo Hernando                      | Principal  | Principal  | Principal  | Principal   | Principal  | Principal  | Principal  | Principal  | Principal  | Principal  | 116       |
| Borja Sicilia        | Murillo                                          | Principal  | Principal  | Recurrente | Recurrente  | Principal  | Recurrente |            |            |            |            | 45        |
| Óscar Casas          | Gabriel García                                   | Principal  | Principal  | Principal  |             | Principal  | Recurrente | Recurrente |            |            |            | 48        |
| Patrick Criado       | Nuño de Santillana y Guzmán                      | Principal  | Principal  | Principal  | Principal   | Principal  | Principal  | Principal  | Principal  | Principal  |            | 90        |
| Adolfo Fernández     | Agustín                                          | Principal  | Invitada   |            |             | Invitada   |            |            |            |            |            | 13        |
| Barbara Lennie       | Cristina Hernando                                | Invitada   |            |            |             |            |            |            | Invitada   |            |            | 2         |
| Francis Lorenzo      | Hernán Mejías Benavides, el Comisario            | Principal  | Principal  | Principal  | Principal   | Principal  | Principal  | Principal  | Principal  | Principal  | Principal  | 116       |
| Roberto Álamo        | Juan de Calatrava, duque de Velasco y Fonseca    | Recurrente | Principal  | Principal  | Principal   | Principal  | Principal  |            |            |            |            | 44        |
| José Ángel Egido     | Cardenal Francisco de Mendoza y Balboa           |            | Recurrente | Recurrente | Recurrente  | Recurrente | Recurrente | Principal  | Principal  | Principal  | Principal  | 87        |
| Xabier Elorriaga     | Rey Felipe IV de España                          | Invitado   | Recurrente | Recurrente | Recurrente  | Principal  | Principal  | Recurrente | Recurrente | Principal  | Principal  | 78        |
| Alberto San Juan     | Víctor Navas                                     |            | Invitada   | Principal  |             |            |            |            |            |            |            | 3         |
| Elisa Mouliaá        | Irene de Mendoza                                 |            | Recurrente | Recurrente |             | Recurrente | Recurrente | Principal  | Principal  | Principal  | Invitada   | 85        |
| Manuela Velasco      | Eugenia de Molina                                |            |            | Principal  |             | Principal  |            |            |            |            |            | 7         |
| Martina Klein        | Beatriz de Villamediana                          |            |            |            | Principal   |            |            |            |            |            |            | 0         |
| Mónica Cruz          | Mariana                                          |            |            | Recurrente |             | Principal  | Principal  |            |            |            |            | 22        |
| Julia Gutiérrez Caba | Laura de Montignac                               |            |            | Invitada   |             | Recurrente | Principal  |            |            |            |            | 14        |
| Carles Francino      | Monseñor Adrián Vega                             |            |            |            |             |            |            | Principal  | Principal  | Principal  |            | 15        |
| Carlos Areces        | Jacobo de Castro                                 |            |            |            |             |            | Principal  | Principal  |            |            |            | 13        |
| Loles León           | Sagrario de Castro                               |            |            |            |             |            | Principal  | Principal  |            |            |            | 13        |
| Eusebio Poncela      | Sebastián Ventura "Malasangre"                   |            |            |            |             |            |            |            |            | Principal  | Principal  | 23        |

| Personaje                                                           | Intérprete       |
| ------------------------------------------------------------------- | ---------------- |
| Gonzalo de Montalvo/Águila Roja/Gonzalo de Austria y Montignac      | David Janer      |
| Margarita Hernando                                                  | Inma Cuesta      |
| Saturno "Sátur" García                                              | Javier Gutiérrez |
| Lucrecia de Guzmán, Marquesa viuda de Santillana                    | Miryam Gallego   |
| Hernán Mejías Benavides, el Comisario/Hernán de Austria y Montignac | Francis Lorenzo  |
| Cipriano "Cipri" Benítez                                            | Santiago Molero  |
| Alonso de Montalvo Hernando/ Alonso de Austria Hernando             | Guillermo Campra |
| Rey Felipe IV de España                                             | Xabier Elorriaga |
| Catalina del Valle                                                  | Pepa Aniorte     |
| Cardenal Francisco de Mendoza y Balboa                              | José Ángel Egido |
| Sebastián Ventura "Malasangre"                                      | Eusebio Poncela  |

### Personajes antiguos
| Personaje                                                                                        | Intérprete           |
| ------------------------------------------------------------------------------------------------ | -------------------- |
| Nuño de Santillana y Guzmán, Marqués de Santillana/ Nuño Mejías Guzmán/ Nuño de Austria y Guzmán | Patrick Criado       |
| Catalina del Valle                                                                               | Pepa Aniorte         |
| Irene de Mendoza                                                                                 | Elisa Mouliaá        |
| Monseñor Adrián Vega                                                                             | Carles Francino      |
| Marta                                                                                            | Marta Calle          |
| Juan de Calatrava, duque de Velasco y Fonseca                                                    | Roberto Álamo        |
| Eugenia de Molina                                                                                | Manuela Velasco      |
| Martín                                                                                           | Roger Berruezo       |
| Mariana                                                                                          | Mónica Cruz          |
| Richard Blake                                                                                    | Jimmy Shaw           |
| Sagrario de Castro                                                                               | Loles León           |
| Jacobo de Castro                                                                                 | Carlos Areces        |
| Madre Isabel de Montejo                                                                          | Lydia Bosch          |
| Estuarda                                                                                         | Marta Aledo          |
| Murillo                                                                                          | Borja Sicilia        |
| Gabriel "Gabi" García                                                                            | Óscar Casas          |
| Manuel                                                                                           | Nicolás Coronado     |
| Cristina Hernando Micaela                                                                        | Bárbara Lennie       |
| Floro Morales                                                                                    | Pepe Quero           |
| Pedro (Lugarteniente)                                                                            | Alex Navarro         |
| Inés                                                                                             | Erika Sanz           |
| Agustín                                                                                          | Adolfo Fernández     |
| Laura de Montignac                                                                               | Julia Gutiérrez Caba |
| Víctor Navas                                                                                     | Alberto San Juan     |
| Capitán Patrick Walcott                                                                          | Peter Vives          |
| Emilio Montalvo / Eduardo                                                                        | Manuel Manquiña      |
| Pregonero                                                                                        | Manuel Gonzalo       |

### Cameos
| Personaje                                    | Intérprete                |
| -------------------------------------------- | ------------------------- |
| Capitán Rodrigo                              | Israel Elejalde           |
| Iñigo                                        | Isak Ferriz               |
| Padre de Sátur                               | José Carabias             |
| Amante del Rey                               | Sara Sálamo               |
| Francisco Pulido                             | Jorge Lorenzo             |
| Orfebre                                      | Francisco Merino          |
| Padre Alejandro                              | José María Pou            |
| Duque de Alba                                | Álvaro de Luna            |
| Fernando de Medina, nuevo comisario          | Daniel Grao               |
| Mateo Díaz                                   | Antonio Molero            |
| Luis de la Vega                              | Daniel Freire             |
| Juana Sánchez y Guzmán, prima de la Marquesa | Cristina Pedroche         |
| Primo del rey                                | Edu Soto                  |
| Santiago Merino                              | Enrique San Francisco     |
| Cristóbal, amigo de Sátur                    | Florentino Fernández      |
| Bernardo, duque de Tomelloso y Peláez        | Gabino Diego              |
| Padre de Bella                               | Pepe Viyuela              |
| Zigor Garoa de Lazcano                       | Gorka Otxoa               |
| Leon                                         | Kilian Delgado            |
| Falso Águila Roja                            | Miguel Ángel Jenner (voz) |
| Luis XIV de Francia                          | Xavier Lafitte            |
|                                              | Paulo Pires               |
| Olivia, duquesa de Fournier                  | Carmen Maura              |
| Purificación "Puri"                          | Belén López               |
| Jimena "amante de Malasangre"                | Georgina Amorós           |
| TBA                                          | Aida Balmmann             |

## Productos derivados

### Águila Roja, la película
En abril de 2010, el productor Daniel Écija anunció que Globomedia estaría preparando una película basada en el universo de la serie, con su elenco habitual de protagonistas, además de otros nuevos que participarían solo en el proyecto cinematográfico. Se estrenó en las salas españolas el 20 de abril de 2011. Fue la segunda adaptación al cine de una serie española, tras No te fallaré (basada en Compañeros). Su trama es independiente a la de la serie, y parte de una conspiración entre Francia, Inglaterra, Portugal y el Papa para repartirse el reino de España.
Tras la emisión de la sexta temporada de la serie, La 1 estrenó la película en televisión el jueves 11 de diciembre de 2014. Fue seguida por 3.577.000 espectadores y obtuvo un 20,6% de cuota de pantalla.

### Miaguilaroja.com
En febrero de 2010 se anunció miaguilaroja.com, un videojuego de estrategia en línea basado en el concepto F2P o Free to play, totalmente gratuito y accesible desde cualquier navegador web. Al igual que los conocidos OGame o Travian, pertenece al subgénero de videojuego de estrategia en tiempo real multijugador masivo en línea, también conocido (por sus siglas en inglés) como MMORTS. En él, el jugador se convierte en el gestor de una villa, que tiene que ir mejorando a la vez que va pasando ciertas pruebas. Durante la emisión de la serie en televisión, estas pruebas se van relacionando con las diferentes tramas de la misma.
Su primera edición, que coincidió con la emisión de la 2.ª temporada de la serie, fue un gran éxito, con más de 150.000 usuarios registrados. El juego también participó en la XV edición de la Campus Party de Valencia (2011), en varios torneos con diferentes premios.
Con los años, el juego ha evolucionado y actualmente es conocido como Águila Roja el juego. Su esencia es la misma, la de un juego de estrategia multijugador gratuito. Está producido por Bibado, una empresa especializada en el desarrollo de negocios basados en Internet.

### Otros juegos
En octubre de 2010 Globomedia cerró un acuerdo con Play Televisión y la editorial Devir Iberia para lanzar una línea de juegos en la campaña de Navidad de ese año, entre los que se encontraban un juego de mesa y el juego de cartas El Mundo de Águila Roja, que fueron bien recibidos por parte de los aficionados a este tipo de ocio.

## Emisión internacional
La serie ha sido ya emitida en más de 21 países:
| País                 | Canal de televisión            | Título                  |
| -------------------- | ------------------------------ | ----------------------- |
| Argentina            | El Trece                       | Águila Roja             |
| Bélgica              | La Trois                       | Aigle Rouge             |
| Bulgaria             | bTV y bTV Cinema               | Червения орел           |
| Bolivia              | TVE Televisión Española        | Águila Roja             |
| Chile                | TVN / UCV TV / La Red          | Águila Roja             |
| Costa Rica           | Repretel                       | Águila Roja             |
| Cuba                 | Tele Rebelde                   | Águila Roja             |
| Corea del Sur        | CLP                            | Águila Roja             |
| España               | TVE                            | Águila Roja             |
| Estados Unidos       | Telemundo                      | Águila Roja             |
| El Salvador          | TUTV                           | Águila Roja             |
| Filipinas            | CTN47                          | Águila Roja             |
| Francia              | Virgin 17, France 3            | Aigle Rouge             |
| Irán                 | GEM TV                         | Oghab Sorkh             |
| México               | TVC, Cadenatres, TV Mexiquense | Águila Roja             |
| Mundial              | TVE internacional              | Águila Roja             |
| Perú                 | Panamericana Television / ATV  | Águila Roja             |
| Polonia              | TVN 7                          | Czerwony Orzeł          |
| Portugal             | SIC Radical y SIC              | Águia Vermelha          |
| Puerto Rico          | PRTV                           | Águila Roja             |
| Serbia               | Happy TV                       | Црвени орао/Crveni orao |
| Reino Unido          | ITV2                           | Red eagle               |
| República Dominicana | Antena 7                       | Águila Roja             |
| Rumania              | NTV                            | Cavalerul Noptii        |
| Venezuela            | Televen                        | Águila Roja             |
| Uruguay              | Saeta TV Canal 10              | Águila Roja             |

En México se estrenó el domingo 10 de julio de 2011 en horario de máxima audiencia en el canal de pago TVC Networks teniendo una aceptable audiencia, también se estrenó en el 2014 en el horario de las 20:00 horas en Cadenatres, en los Estados Unidos la segunda temporada terminó en septiembre de 2014.

## Premios y nominaciones
Águila Roja ha sido galardonada hasta la fecha con un total de 37 premios, más otras 17 nominaciones.
- 2009

| Premios                                              | Resultado |
| ---------------------------------------------------- | --------- |
| Festival de Televisión y Cine Histórico de León      |           |
| Mejor Actor Revelación: Guillermo Campra             | Ganador   |
| Festival de cine y televisión de Islantilla          |           |
| Mejor serie de televisión                            | Ganadora  |
| Festival de Televisión y Radio de Vitoria            |           |
| Premio Pasión de Críticos a la mejor serie dramática | Ganadora  |
| Premio TP de Oro                                     |           |
| Premio Mejor Serie Nacional                          | Ganadora  |
| Premios Unión de Actores                             |           |
| Mejor Actriz Secundaria de TV: Inma Cuesta           | Nominada  |
| Premios ATV                                          |           |
| Mejor Programa de Ficción                            | Ganador   |
| Mejor Productor                                      | Ganador   |
| Mejor Maquillaje y Caracterización                   | Ganador   |
| Mejor Dirección de Arte y Escenografía               | Ganadora  |
| Mejor Dirección de Fotografía e Iluminación          | Ganadora  |
| Mejor Música para Televisión                         | Nominada  |
| Premios CineyMás                                     |           |
| Mejor serie española nueva                           | Nominada  |

- 2010

| Premios                                                   | Resultado |
| --------------------------------------------------------- | --------- |
| Festival Internacional de Televisión y Cine de Nueva York |           |
| Medalla de Plata a la Mejor Serie de Acción y Aventuras   | Ganadora  |
| Festival Rose d'Or                                        |           |
| Mejor Contenido Multiplataforma                           | Ganador   |
| Premio Ondas                                              |           |
| Mejor Serie Nacional                                      | Ganadora  |
| Premios Protagonistas                                     |           |
| Televisión: David Janer                                   | Ganador   |
| Fotogramas de Plata                                       |           |
| Mejor Actor: David Janer                                  | Nominado  |
| Mejor Actriz: Miryam Gallego                              | Nominada  |
| Premios ALMA (del sindicato de guionistas)                |           |
| Mejor guion de serie de TV                                | Nominado  |
| Premios Unión de Actores                                  |           |
| Mejor Actor Secundario de TV: Francis Lorenzo             | Nominado  |
| Premio TP de Oro                                          |           |
| Premio Mejor Serie Nacional                               | Ganadora  |
| Premio Mejor Actor: David Janer                           | Nominado  |
| Premios CINE&TELE                                         |           |
| Programa de televisión con mayor audiencia en España      | Ganador   |
| Premios ATV                                               |           |
| Mejor Programa de Ficción                                 | Nominado  |
| Mejor Actriz de Serie: Inma Cuesta                        | Nominada  |
| Mejor Realización                                         | Nominado  |
| Mejor Maquillaje y Caracterización                        | Nominado  |
| Mejor Dirección de Arte y Escenografía                    | Ganadora  |
| Mejor Dirección de Fotografía e Iluminación               | Ganadora  |
| Mejor Música para Televisión                              | Nominada  |
| Premios CineyMás                                          |           |
| Mejor serie española                                      | Ganadora  |
| Mejor actor español: David Janer                          | Ganador   |

- 2011

| Premios                                                                  | Resultado |
| ------------------------------------------------------------------------ | --------- |
| Premios ACE (de la Asociación de Cronistas del Espectáculo de Nueva York |           |
| Mejor Característico: Francis Lorenzo                                    | Ganador   |
| Personalidad del Año en Televisión: Miryam Gallego                       | Ganadora  |
| Fotogramas de Plata                                                      |           |
| Mejor Actor: David Janer                                                 | Nominado  |
| Mejor Actriz: Inma Cuesta                                                | Ganadora  |
| Premio Kapital                                                           |           |
| Mejor serie de ficción                                                   | Ganadora  |
| Premios Pétalo de Rosa de Cosmopolitan                                   |           |
| Mejor actriz: Inma Cuesta                                                | Ganadora  |
| Premios CineyMás                                                         |           |
| Mejor serie española                                                     | Ganadora  |
| Mejor actor español: David Janer                                         | Ganador   |
| Mejor actriz española: Miryam Gallego                                    | Ganadora  |
| Premio TP de Oro                                                         |           |
| Premio Mejor Serie Nacional                                              | Ganadora  |
| Premio Mejor Actor: David Janer                                          | Ganador   |
| Premios Unión de Actores                                                 |           |
| Mejor Actor Protagonista de TV: Javier Gutiérrez                         | Ganador   |

- 2012

| Premios                                          | Resultado |
| ------------------------------------------------ | --------- |
| Premios CineyMás                                 |           |
| Mejor serie española                             | Ganadora  |
| Mejor actor protagonista español: David Janer    | Ganador   |
| Mejor actriz protagonista española: Inma Cuesta  | Ganadora  |
| Mejor actor de reparto español: Javier Gutiérrez | Ganador   |
| Mejor actriz de reparto española: Miryam Gallego | Ganadora  |